# Elephastomus meraldus
Elephastomus meraldus är en skalbaggsart som beskrevs av Phillip B. Carne 1965. Elephastomus meraldus ingår i släktet Elephastomus och familjen Bolboceratidae. Inga underarter finns listade i Catalogue of Life.